# Marc Bartra
Marc Bartra Aregall (pron. catalana: [ˈmaɾɡ ˈbaɾtɾə əɾəˈɣaʎ]; Sant Jaume dels Domenys, 15 gennaio 1991) è un calciatore spagnolo, difensore del Betis.
Cresciuto nella cantera del Barcellona, con il club blaugrana ha vinto cinque campionati spagnoli (2010, 2011, 2013, 2015 e 2016), tre Coppe di Spagna (2012, 2015 e 2016), una Supercoppa spagnola (2013), due Champions League (2011 e 2015) e una Supercoppa UEFA (2015).
Con la Nazionale Under-21 spagnola è stato campione d'Europa di categoria nel 2013.

## Caratteristiche tecniche
Abile nel gestire la difesa, riesce a far ripartire la squadra con precisione; è anche dotato di un buon colpo di testa.

## Carriera

### Club

#### Barcellona
Il 14 febbraio 2010 ha esordito nella massima serie spagnola, con la maglia del Barcellona, nella partita di campionato tra Atlético Madrid e Barcellona finita 2-1, subentrando a Jeffrén Suárez al 62' e indossando la maglia numero 40. Questa presenza gli ha permesso di potersi fregiare del suo primo titolo di Campione di Spagna. Il 21 maggio 2011, durante l'ultima partita di campionato contro il Malaga, viene schierato da titolare segnando l'ultimo dei tre gol dei blaugrana. Il 24 settembre 2013 torna in rete nella partita vinta contro il Real Sociedad segnando il gol del 4-1 definitivo. Nel giugno 2015 la sua clausola rescissoria crolla da 50 a 12 milioni di euro non avendo raggiunto il numero minimo di presenze nelle ultime due stagioni per mantenere invariata la cifra. Dato il rinnovo del contratto avvenuto con il Barcellona, la sua clausola ritorna a 50 milioni

#### Borussia Dortmund
Il 3 giugno 2016 passa ufficialmente al Borussia Dortmund per la cifra di 8 milioni di euro, pari al valore della clausola rescissoria. La prima presenza con la nuova maglia la trova nella finale della Supercoppa di Germania persa 2-0 contro il Bayern Monaco, mentre il 22 agosto trova la prima presenza in coppa di Germania nella partita vinta 3-0 in casa dell'Eintracht Trier. Il 27 dello stesso mese trova la prima presenza in Bundesliga nella prima giornata in occasione della vittoria per 2-1 in casa contro il Mainz. Il primo gol invece con la nuova maglia arriva alla prima presenza in Champions League con la nuova maglia nella vittoria esterna per 6-0 in casa del Legia Varsavia. L'11 aprile 2017, alla vigilia della partita di Champions League contro il Monaco, un'esplosione investe il pullman su cui viaggiava il Borussia Dortmund; Bartra viene ferito al polso e al braccio da alcune schegge di vetro e successivamente operato.

#### Betis e Trabzonspor
Il 30 gennaio 2018 viene acquistato dal Betis, con cui firma un contratto di cinque anni e mezzo.
Il 15 agosto 2022 viene acquistato dal Trabzonspor.
Il 24 luglio 2023, dopo un solo anno, ritorna al Betis firmando un contratto annuale.

### Nazionale
Viene convocato per gli Europei 2016 in Francia, senza tuttavia scendere in campo durante la manifestazione.

## Statistiche

### Presenze e reti nei club
Statistiche aggiornate al 28 maggio 2025.
| Stagione                                | Squadra                                 | Campionato                              | Campionato | Campionato | Coppa nazionale | Coppa nazionale | Coppa nazionale | Europa       | Europa | Europa | Altre coppe | Altre coppe | Altre coppe | Totale | Totale |
| Stagione                                | Squadra                                 | Comp                                    | Pres       | Reti       | Comp            | Pres            | Reti            | Comp         | Pres   | Reti   | Comp        | Pres        | Reti        | Pres   | Reti   |
| --------------------------------------- | --------------------------------------- | --------------------------------------- | ---------- | ---------- | --------------- | --------------- | --------------- | ------------ | ------ | ------ | ----------- | ----------- | ----------- | ------ | ------ |
| 2009-2010                               | Barcellona Atlètic                      | SDB                                     | 24+6       | 1+0        | -               | -               | -               | -            | -      | -      | -           | -           | -           | 30     | 1      |
| 2009-2010                               | Barcellona                              | PD                                      | 1          | 0          | CR              | 0               | 0               | UCL          | 0      | 0      | SU          | -           | -           | 1      | 0      |
| 2010-2011                               | Barcellona B                            | SD                                      | 28         | 2          | -               | -               | -               | -            | -      | -      | -           | -           | -           | 28     | 2      |
| 2010-2011                               | Barcellona                              | PD                                      | 2          | 1          | CR              | 2               | 0               | UCL          | 1      | 0      | SS          | 0           | 0           | 5      | 1      |
| 2011-2012                               | Barcellona B                            | SD                                      | 23         | 0          | -               | -               | -               | -            | -      | -      | -           | -           | -           | 23     | 0      |
| Totale Barcellona Atlètic\|Barcellona B | Totale Barcellona Atlètic\|Barcellona B | Totale Barcellona Atlètic\|Barcellona B | 75+6       | 2+0        |                 | -               | -               |              | -      | -      |             | -           | -           | 81     | 2      |
| 2011-2012                               | Barcellona                              | PD                                      | 1          | 0          | CR              | 0               | 0               | UCL          | 1      | 0      | SS          | 0           | 0           | 2      | 0      |
| 2012-2013                               | Barcellona                              | PD                                      | 8          | 0          | CR              | 2               | 0               | UCL          | 6      | 0      | SS          | 0           | 0           | 16     | 0      |
| 2013-2014                               | Barcellona                              | PD                                      | 20         | 1          | CR              | 6               | 1               | UCL          | 4      | 0      | SS          | 0           | 0           | 30     | 2      |
| 2014-2015                               | Barcellona                              | PD                                      | 14         | 1          | CR              | 5               | 0               | UCL          | 6      | 0      | -           | -           | -           | 25     | 1      |
| 2015-2016                               | Barcellona                              | PD                                      | 13         | 2          | CR              | 5               | 0               | UCL          | 4      | 0      | SU+SS+Cmc   | 1+1+0       | 0           | 24     | 2      |
| Totale Barcellona                       | Totale Barcellona                       | Totale Barcellona                       | 59         | 5          |                 | 20              | 1               |              | 22     | 0      |             | 2           | 0           | 103    | 6      |
| 2016-2017                               | Borussia Dortmund                       | BL                                      | 19         | 0          | CG              | 4               | 0               | UCL          | 7      | 1      | SG          | 1           | 0           | 31     | 1      |
| 2017-gen. 2018                          | Borussia Dortmund                       | BL                                      | 12         | 2          | CG              | 3               | 2               | UCL          | 4      | 0      | SG          | 1           | 0           | 20     | 4      |
| Totale Borussia Dortmund                | Totale Borussia Dortmund                | Totale Borussia Dortmund                | 31         | 2          |                 | 7               | 2               |              | 11     | 1      |             | 2           | 0           | 51     | 5      |
| gen.-giu. 2018                          | Betis                                   | PD                                      | 16         | 1          | CR              | -               | -               | -            | -      | -      | -           | -           | -           | 16     | 1      |
| 2018-2019                               | Betis                                   | PD                                      | 33         | 1          | CR              | 7               | 0               | UEL          | 6      | 0      | -           | -           | -           | 46     | 1      |
| 2019-2020                               | Betis                                   | PD                                      | 30         | 3          | CR              | 3               | 0               | -            | -      | -      | -           | -           | -           | 33     | 3      |
| 2020-2021                               | Betis                                   | PD                                      | 19         | 0          | CR              | 0               | 0               |              | -      | -      |             | -           | -           | 19     | 0      |
| 2021-2022                               | Betis                                   | PD                                      | 23         | 1          | CR              | 5               | 1               | UEL          | 4      | 0      |             | -           | -           | 32     | 2      |
| 2022-2023                               | Trabzonspor                             | SL                                      | 29         | 4          | TK              | 1               | 0               | UCL+UEL+UECL | 2+6+2  | 0      | -           | -           | -           | 40     | 4      |
| 2023-2024                               | Betis                                   | PD                                      | 3          | 0          | CR              | 0               | 0               | UEL          | 1      | 0      | -           | -           | -           | 4      | 0      |
| 2024-2025                               | Betis                                   | PD                                      | 25         | 2          | CR              | 2               | 1               | UECL         | 10     | 0      | -           | -           | -           | 37     | 3      |
| Totale Betis                            | Totale Betis                            | Totale Betis                            | 149        | 8          |                 | 17              | 2               |              | 21     | 0      |             | -           | -           | 187    | 11     |
| Totale carriera                         | Totale carriera                         | Totale carriera                         | 343+6      | 22+0       |                 | 45              | 5               |              | 64     | 1      |             | 4           | 0           | 462    | 28     |

### Cronologia presenze e reti in nazionale
| Cronologia completa delle presenze e delle reti in nazionale ― Spagna | Cronologia completa delle presenze e delle reti in nazionale ― Spagna | Cronologia completa delle presenze e delle reti in nazionale ― Spagna | Cronologia completa delle presenze e delle reti in nazionale ― Spagna | Cronologia completa delle presenze e delle reti in nazionale ― Spagna | Cronologia completa delle presenze e delle reti in nazionale ― Spagna | Cronologia completa delle presenze e delle reti in nazionale ― Spagna | Cronologia completa delle presenze e delle reti in nazionale ― Spagna |
| Data                                                                  | Città                                                                 | In casa                                                               | Risultato                                                             | Ospiti                                                                | Competizione                                                          | Reti                                                                  | Note                                                                  |
| --------------------------------------------------------------------- | --------------------------------------------------------------------- | --------------------------------------------------------------------- | --------------------------------------------------------------------- | --------------------------------------------------------------------- | --------------------------------------------------------------------- | --------------------------------------------------------------------- | --------------------------------------------------------------------- |
| 16-11-2013                                                            | Malabo                                                                | Guinea Equatoriale                                                    | 1 – 2                                                                 | Spagna                                                                | Amichevole                                                            | -                                                                     |                                                                       |
| 8-9-2014                                                              | Valencia                                                              | Spagna                                                                | 5 – 1                                                                 | Macedonia                                                             | Qual. Euro 2016                                                       | -                                                                     | 68’                                                                   |
| 12-10-2014                                                            | Lussemburgo                                                           | Lussemburgo                                                           | 0 – 4                                                                 | Spagna                                                                | Qual. Euro 2016                                                       | -                                                                     |                                                                       |
| 18-11-2014                                                            | Vigo                                                                  | Spagna                                                                | 0 – 1                                                                 | Germania                                                              | Amichevole                                                            | -                                                                     | 46’                                                                   |
| 11-6-2015                                                             | León                                                                  | Spagna                                                                | 2 – 1                                                                 | Costa Rica                                                            | Amichevole                                                            | -                                                                     |                                                                       |
| 9-10-2015                                                             | Logroño                                                               | Spagna                                                                | 4 – 0                                                                 | Lussemburgo                                                           | Qual. Euro 2016                                                       | -                                                                     |                                                                       |
| 13-11-2015                                                            | Alicante                                                              | Spagna                                                                | 2 – 0                                                                 | Inghilterra                                                           | Amichevole                                                            | -                                                                     | 82’                                                                   |
| 27-3-2016                                                             | Cluj-Napoca                                                           | Romania                                                               | 0 – 0                                                                 | Spagna                                                                | Amichevole                                                            | -                                                                     |                                                                       |
| 29-5-2016                                                             | San Gallo                                                             | Spagna                                                                | 3 – 1                                                                 | Bosnia ed Erzegovina                                                  | Amichevole                                                            | -                                                                     |                                                                       |
| 1-6-2016                                                              | Salisburgo                                                            | Spagna                                                                | 6 – 1                                                                 | Corea del Sud                                                         | Amichevole                                                            | -                                                                     |                                                                       |
| 1-9-2016                                                              | Bruxelles                                                             | Belgio                                                                | 0 – 2                                                                 | Spagna                                                                | Amichevole                                                            | -                                                                     | 59’                                                                   |
| 12-11-2016                                                            | Granada                                                               | Spagna                                                                | 4 – 0                                                                 | Macedonia                                                             | Qual. Mondiali 2018                                                   | -                                                                     |                                                                       |
| 11-10-2017                                                            | Malaga                                                                | Spagna                                                                | 5 – 0                                                                 | Costa Rica                                                            | Amichevole                                                            | -                                                                     | 46’                                                                   |
| 11-10-2018                                                            | Cardiff                                                               | Galles                                                                | 1 – 4                                                                 | Spagna                                                                | Amichevole                                                            | 1                                                                     | 46’                                                                   |
| Totale                                                                |                                                                       | Presenze                                                              | 14                                                                    |                                                                       | Reti                                                                  | 1                                                                     |                                                                       |

| Cronologia completa delle presenze e delle reti in nazionale ― Catalogna | Cronologia completa delle presenze e delle reti in nazionale ― Catalogna | Cronologia completa delle presenze e delle reti in nazionale ― Catalogna | Cronologia completa delle presenze e delle reti in nazionale ― Catalogna | Cronologia completa delle presenze e delle reti in nazionale ― Catalogna | Cronologia completa delle presenze e delle reti in nazionale ― Catalogna | Cronologia completa delle presenze e delle reti in nazionale ― Catalogna | Cronologia completa delle presenze e delle reti in nazionale ― Catalogna |
| Data                                                                     | Città                                                                    | In casa                                                                  | Risultato                                                                | Ospiti                                                                   | Competizione                                                             | Reti                                                                     | Note                                                                     |
| ------------------------------------------------------------------------ | ------------------------------------------------------------------------ | ------------------------------------------------------------------------ | ------------------------------------------------------------------------ | ------------------------------------------------------------------------ | ------------------------------------------------------------------------ | ------------------------------------------------------------------------ | ------------------------------------------------------------------------ |
| 28-12-2010                                                               | Barcellona                                                               | Catalogna                                                                | 4 – 0                                                                    | Honduras                                                                 | Amichevole                                                               | -                                                                        |                                                                          |
| 2-1-2013                                                                 | Barcellona                                                               | Catalogna                                                                | 1 – 1                                                                    | Nigeria                                                                  | Amichevole                                                               | -                                                                        |                                                                          |
| Totale                                                                   |                                                                          | Presenze                                                                 | 2                                                                        |                                                                          | Reti                                                                     | 0                                                                        |                                                                          |

## Palmarès

### Club

#### Competizioni nazionali
- Campionato spagnolo: 5

Barcellona: 2009-2010, 2010-2011, 2012-2013, 2014-2015, 2015-2016
- Coppa di Spagna: 4

Barcellona: 2011-2012, 2014-2015, 2015-2016
Betis: 2021-2022
- Supercoppa di Spagna: 1

Barcellona: 2013
- Coppa di Germania: 1

Borussia Dortmund: 2016-2017

#### Competizioni internazionali
- UEFA Champions League: 2

Barcellona: 2010-2011, 2014-2015
- Supercoppa UEFA: 1

Barcellona: 2015
- Coppa del mondo per club: 1

Barcellona: 2015

### Nazionale
- Campionato d'Europa Under-21: 1

Israele 2013

### Individuale
- Inserito nella selezione UEFA dell'Europeo Under-21: 1

Israele 2013